# ヒラメキ!地域発
ヒラメキ!地域発（ひらめき!ちいきはつ）は、2020年12月18日からNHKで不定期で放送されている番組。

## 概要
地域の人の様々な発想を「ヒラメキ」とし、その地域の事業で行われている取り組みを紹介する番組である。

## 出演者
- 関根勤
- 関根麻里
- 三神万里子
- 松田利仁亜（NHKアナウンサー）

### ナレーター
- 川島海荷 - （第1回）
- 百田夏菜子（ももいろクローバーZ） - （第2回、第4回）
- 山之内すず - (第3回)

## 放送時間
- 第1回-2020年12月18日20:00〜、翌10:55〜（再放送）
- 第2回-2021年3月19日19:30〜
- 第3回-2021年7月17日[1]18:05〜、2021年8月10日6:10〜（再放送）
- 第4回-2021年12月18日10:55〜、2022年1月12日20:15〜（再放送）